# Бадді Хілд
Чавано Райнер «Бадді» Хілд (народився 17 грудня 1992 року) — багамський професійний баскетболіст, який зараз виступає за команду «Голден Стейт Ворріорз» у Національній баскетбольній асоціації (НБА). Він грав у студентській команді «Оклахома Сунерс» та отримав титул найкращого гравця року серед чоловіків у конференції Big 12 у 2015 і 2016 роках. У 2016 році Хілд став володарем чотирьох національних нагород «Гравець року», зокрема нагород Джона Р. Вудена, Нейсміта, «Гравець року за версією спортивних новин» та трофею Оскара Робертсона. На драфті НБА 2016 року Хілда обрала команда «Нью-Орлеан Пеліканс» під шостим номером, але у 2017 році він перейшов до «Сакраменто Кінгз» у рамках обміну на ДеМаркуса Казінса. У 2022 році його обміняли в «Індіана Пейсерс» в пакеті за Домантаса Сабоніса, а в лютому 2024 року — в «Філадельфія 76ерс». У липні 2024 року Хілд взяв участь у шестисторонньому обміні, після якого приєднався до «Голден Стейт Ворріорз».

## Раннє життя
Хілд виріс у Ейт-Майл-Рок, прибережному регіоні на захід від Фріпорта, у районі Західна Велика Багама на Багамах. Він був п'ятим із семи дітей своєї матері Джекі Брейнен. Своє прізвисько «Бадді» він отримав від матері на честь персонажа Бада Банді з серіалу «Одружений… з дітьми».
Хілд навчався у середній школі Джека Хейворда в Фріпорті. У старших класах він вперше з'явився на сторінках баскетбольного журналу з Багамських островів The All Bahamian Brand. Як молодий восьмикласник, він був оцінений виданням як найкращий гравець свого віку на Багамах, на якого варто звернути увагу. Хілд з раннього віку показував лідерські якості, привівши свою шкільну команду на чемпіонат святкового турніру Провіденс, а також здобув перемогу в Чемпіонаті середніх шкіл Багамських островів. За ці досягнення Хілда було включено до All Bahamian Brand All Bahamian Selection.
Після успішних виступів на Багамах Хілда запросили до Християнської академії Sunrise у Бель-Ейрі, баскетбольної підготовчої школи в передмісті Вічіти, штат Канзас. Колишній помічник команди штату Вічіта та на той час тренер Sunrise, Кайл Ліндстед, залучив 6-футового 4-дюймового (1,93 м) гравця. У 2011 році, під час свого молодшого року в Sunrise Christian, Хілд привів команду до перемоги на національному чемпіонаті Національної асоціації християнських спортсменів і був визнаний найціннішим гравцем (MVP) турніру. У сезоні 2011—2012, в старшому класі, він набирав у середньому 22,7 очка з точністю кидків 49,1 % за 21 хвилину ігрового часу.
Бадді Хілд був дуже затребуваним і вирішив приєднатися до «Оклахома Сунерс», віддавши перевагу їм над «Канзас Джейгокс».

## Кар'єра в університеті

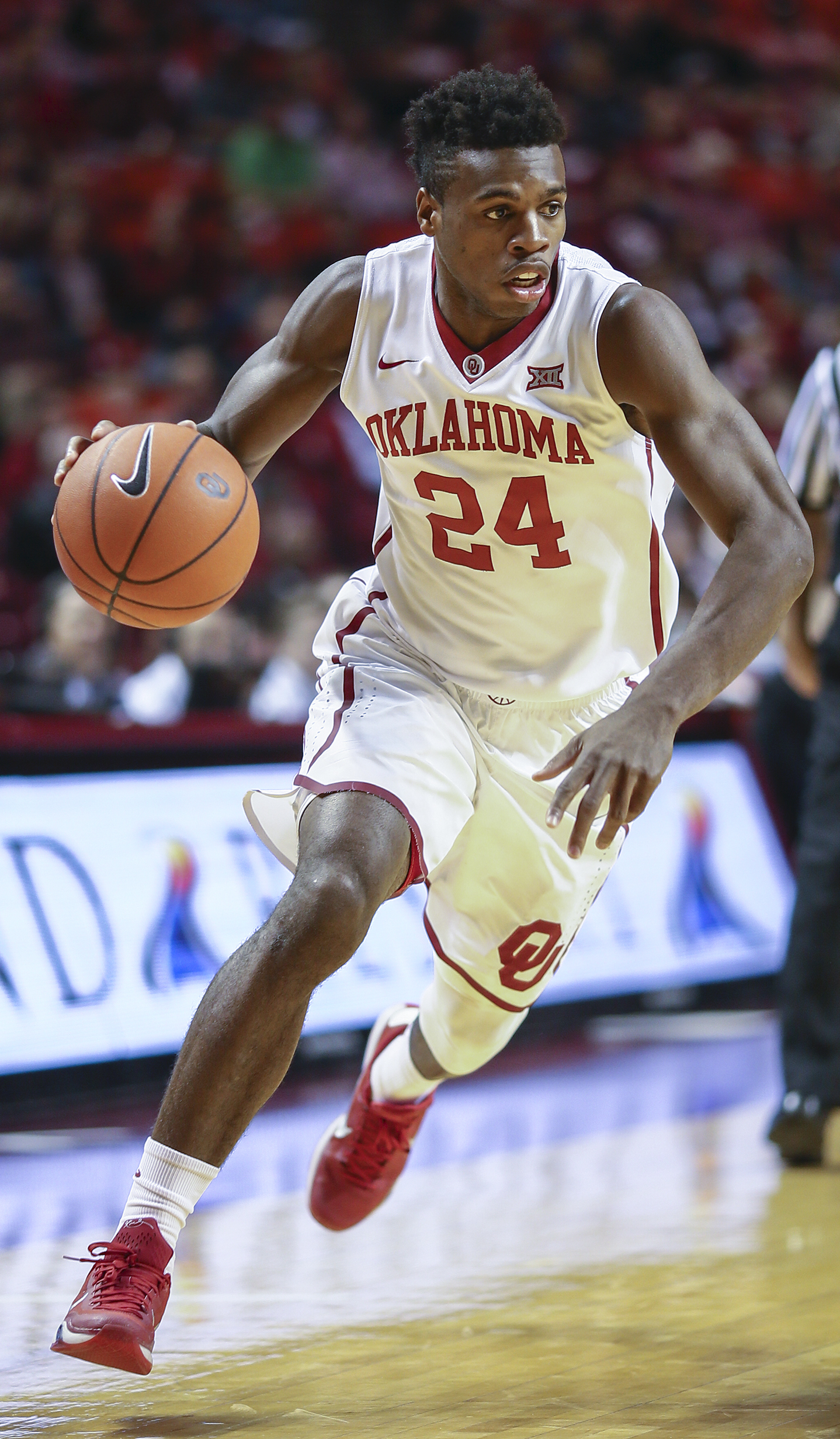
Хілд грає за «Оклахома Сунерс» у «Ллойд Нобл Центр» у січні 2016 року

Під час першого курсу в Оклахомі Хілд набирав у середньому 7,8 очка за гру та отримав нагороду «Найнадихаючий гравець команди». На другому курсі його включили до другої команди All-Big 12, оскільки він набирав у середньому 16,5 очка, робив 4,4 підбирання та 1,4 перехоплення за гру. Перед третім курсом він посилено працював над захистом та розширив свій атакувальний арсенал, почавши робити більше триочкових кидків.
Як юніор в Оклахомі, Хілд набирав у середньому 17,4 очка та робив 5,4 підбирання за гру, демонструючи 41-відсоткову точність кидків. Він привів команду до рекорду 24–11 і допоміг Оклахомі дійти до стадії Sweet 16. Хоча у 2015 році вважався перспективним кандидатом на драфт НБА, він вирішив повернутися на останній курс. Хілд потрапив до першої команди All-Big 12 і був названий найкращим чоловічим баскетболістом року на конференції Big 12.
Хілда було включено до списку претендентів на премію Оскара Робертсона перед сезоном, а також до списку кандидатів на звання найкращого гравця року коледжу за версією Нейсміта. 4 січня 2016 року Хілд встановив особистий рекорд, набравши 46 очок у грі проти «Канзасу», яка завершилася поразкою Оклахоми в потрійному овертаймі. Після матчу він отримав овації від уболівальників команди суперника під час інтерв'ю зі Скоттом Ван Пелтом. Його 46 очок зрівняли рекорд за кількістю набраних очок суперником на майданчику Allen Fieldhouse. 11 лютого його включили до списку 35 гравців на середину сезону на Трофей Нейсміта.

Після завершення останнього року в Оклахомі Хілд отримав нагороду Джона Р. Вудена 7 квітня 2016 року як найкращий студентський баскетболіст сезону 2015–16. У цьому сезоні він набирав у середньому 25 очок, робив 5,7 підбирань і дві передачі за гру, а також став лідером нації за кількістю триочкових кидків.

## Професійна кар'єра

### Нью-Орлеан Пеліканс (2016—2017)

#### Сезон 2016–17: відзнаки для новачків і обмін у середині сезону
23 червня 2016 року Хілд був обраний командою «Нью-Орлеан Пеліканс» під шостим номером на драфті НБА. 22 липня 2016 року він підписав контракт з «Пеліканами». 15 грудня 2016 року Хілд провів свою найкращу гру за «Пеліканс», набравши 21 очко і реалізувавши п'ять триочкових, що допомогло команді перемогти «Індіана Пейсерс» з рахунком 102–95. 3 січня 2017 року його було визнано новачком місяця у Західній конференції за грудень.

### Сакраменто Кінгз (2017—2022)
Після переходу в «Сакраменто Кінгз» у лютому 2017 року Бадді Хілд швидко заявив про себе яскравими виступами. У дебютному матчі проти «Денвер Наггетс» він відзначився, набравши 16 очок. До кінця сезону, у квітні, Хілд встановив особистий рекорд, здобувши 30 очок у грі з «Фенікс Санз». Його досягнення стали підставою для включення до першої команди новачків НБА.

#### Сезон 2017–18: найвищий у кар'єрі триочковий відсоток
Бадді Хілд розпочав сезон 2017—2018 як гравець стартового складу, але після семи ігор перейшов на роль шостого гравця команди. 25 листопада 2017 року він набрав сезонний максимум у 27 очок, влучивши рекордні для себе сім триочкових, хоч команда й програла «Лос-Анджелес Кліпперс» з рахунком 97–95. За підсумками сезону Хілд мав 43,1 % влучань із триочкової дистанції, що дозволило йому посісти дев'яте місце в НБА серед кваліфікованих гравців.

#### Сезон 2018—2019: найвища кількість очок за гру в кар'єрі
У грудні 2018 року Бадді Хілд показав вражаючу форму, набравши 20 і більше очок у семи поспіль іграх. 5 січня він встановив особистий рекорд, набравши 32 очки і влучивши вісім триочкових у матчі проти «Голден Стейт Ворріорз», який закінчився поразкою 127—123. 19 січня 2019 року Хілд зробив вирішальний триочковий кидок наприкінці матчу, набравши 35 очок і забезпечивши перемогу над «Детройт Пістонс» із рахунком 103—101. 23 березня він набрав 25 очок і встановив рекорд франшизи «Кінгз» за кількістю триочкових кидків за сезон у матчі проти «Фенікс Санз». Він влучив 7 із 14 спроб із-за дуги, довівши свій сезонний результат до 245 триочкових, перевершивши рекорд Пеї Стояковича (240) з сезону 2003—2004. У квітні Хілд побив рекорд НБА, перевищивши результат Деміана Лілларда (599) за кількістю триочкових за перші три сезони.

#### Сезон 2019–20: продовження контракту
21 жовтня 2019 року Бадді Хілд підписав новий контракт на чотири роки. Однак 26 грудня він висловив невдоволення, звинувативши тренерів і товаришів по команді у «проблемах з довірою», після того як його посадили на лаву в кінцівці матчу, який «Кінгз» програли «Міннесоті Тімбервулвз» у подвійний овертайм. Наступного дня Хілд вибачився перед командою за свої слова. Згодом він втратив місце у стартовому складі на користь Богдана Богдановича, що позитивно вплинуло на його гру. Уже в другому матчі, граючи з лави, 27 січня 2020 року Хілд набрав рекордні для себе 42 очки у грі з «Тімбервулвз», що завершилась перемогою «Кінгз» у овертаймі з рахунком 133—129. Після цього він присвятив свою гру Кобі Браянту, який трагічно загинув напередодні. 15 лютого Хілд виграв конкурс триочкових на «Уїкенді всіх зірок» НБА в Чикаго, здолавши Девіна Букера з рахунком 27–26 у фіналі.

#### Сезон 2020–21: найшвидший в історії НБА, який забив 1000 триочкових
23 грудня 2020 року Бадді Хілд набрав 22 очки, зробив чотири підбирання та три передачі, а також відзначився вирішальною передачею в овертаймі, яка допомогла «Кінгз» перемогти «Денвер Наггетс» з рахунком 124—122. 28 лютого 2021 року він встановив новий рекорд, ставши найшвидшим гравцем в історії НБА, який зробив 1000 триочкових, досягнувши цього результату лише за 350 ігор.
29 липня 2021 року з'явилася інформація, що «Сакраменто Кінгз» планують обміняти Бадді Хілда до «Лос-Анджелес Лейкерс» в обмін на форвардів Кайла Кузму та Монтрезла Гаррелла. Проте угода не відбулася, оскільки «Лейкерс» вирішили обміняти Кузму та Харрелла до «Вашингтон Візардс» як частину пакету для придбання Рассела Вестбрука.

### Індіана Пейсерс (2022—2024)

#### Сезон 2021—2022: міжсезонна торгівля
8 лютого 2022 року Бадді Хілд разом із Тайрізом Халібертоном і Трістаном Томпсоном були обміняні до «Індіана Пейсерс» на Джастіна Холідея, Джеремі Лемба, Домантаса Сабоніса та вибір другого раунду 2023 року. 11 лютого Хілд дебютував за «Пейсерс» у матчі проти «Клівленд Кавальєрс», стартувавши разом із Халібертоном і ледь не зробивши трипл-дабл — він набрав 16 очок, віддав 8 передач і зробив 9 підбирань, хоча команда програла з рахунком 120—113. 15 лютого Хілд показав свій найкращий результат сезону, набравши 36 очок, влучивши 8 із 12 триочкових і віддавши 4 передачі, у поразці від «Мілуокі Бакс» з рахунком 128—119.

#### Сезон 2022—2023: рекорд франшизи за кількістю трійок, створених за сезон
5 грудня Бадді Хілд став другим найшвидшим гравцем в історії НБА, який досяг 1500 влучних триочкових кидків, поступившись лише Стефену Каррі. 27 грудня він набрав на той момент рекордні 28 очок, влучивши 6 з 7 триочкових, і зробив 9 підбирань у перемозі над «Атланта Гокс» із рахунком 129—114. 29 грудня Хілд встановив новий рекорд, забивши найшвидший філд-гол в історії НБА (з 1996—1997 років) — він влучив триочковий проти «Клівленд Кавальєрс» всього за три секунди після початку гри, побивши рекорд легенди «Пейсерс» Реджі Міллера.
11 січня 2023 року Бадді Хілд встановив свій новий рекорд сезону, набравши 31 очко, зробивши 8 підбирань і реалізувавши 7 із 15 триочкових у поразці від «Нью-Йорк Нікс». 15 лютого Хілд набрав 27 очок у перемозі над «Чикаго Буллз» з рахунком 117—113, а також зробив свій 230-й триочковий у сезоні, побивши рекорд Реджі Міллера за кількістю триочкових за сезон в історії «Пейсерс». Хілд разом із партнером по команді Тайрізом Халібертоном, який також був обраний на Матч всіх зірок, взяли участь у конкурсі триочкових на «Уїкенді всіх зірок» НБА 2023 року, де обидва дійшли до фіналу, але поступилися Деміану Лілларду.

#### Сезон 2023–24 рр. Середньосезонна торгівля
Перед початком сезону 2023—2024 Бадді Хілд уперше в кар'єрі змінив номер на футболці, обравши замість 24 номер 7, який раніше носили гравці «Пейсерс» Джермейн О'Ніл, Ел Джефферсон, Малкольм Брогдон і Джордж Хілл. У двох послідовних матчах, виходячи з лави запасних, Хілд набрав 19 очок: спершу в поразці з різницею в 1 очко від «Шарлотт Хорнетс» 4 листопада, а потім у переможній грі з рахунком 41 очко проти новачка Віктора Вембаньями та «Сан-Антоніо Сперс» 6 листопада. У цьому матчі головний тренер Рік Карлайл здобув свою 900-ту перемогу в кар'єрі.

### Філадельфія 76ерс (2024)
8 лютого 2024 року Бадді Хілд був обміняний до «Філадельфія 76ерс» у рамках тристоронньої угоди, яка також залучала «Сан-Антоніо Сперс». [1] Наступного дня, 9 лютого, він дебютував за «76ерс», набравши 20 очок і шість результативних передач у матчі, де команда поступилася «Атланта Гокс» з рахунком 127:121. [2] У сезоні 2023—2024 Хілд зіграв 84 матчі, набираючи в середньому 12,1 очка, 3,2 підбирання та 2,8 передачі за гру.

### Golden State Warriors (2024–тепер)
6 липня 2024 року Бадді Хілд перейшов до «Голден Стейт Ворріорз» у межах угоди, яка залучала шість команд: «Міннесота Тімбервулвз», «Даллас Маверікс», «Денвер Наггетс», «Шарлотт Хорнетс» та «Голден Стейт». Це був перший в історії НБА обмін із залученням шести команд. [1]
23 жовтня Бадді Хілд дебютував за «Ворріорз», набравши 22 очки, зробивши п'ять триочкових і взявши п'ять підбирань за 15 хвилин, проведених на майданчику як гравець лави запасних, у перемозі над «Портленд Трейл Блейзерс» із рахунком 139—104. У наступному матчі 25 жовтня Хілд набрав 27 очок, реалізувавши сім триочкових, допомігши перемогти «Юту Джаз» з рахунком 127–86. Загалом він забив 12 триочкових у своїх перших двох іграх за «Ворріорз», що стало рекордом для гравця у перших двох матчах за команду в історії НБА.

## Статистика кар'єри

### НБА

#### Регулярний сезон
| Сезон   | Команда      | GP  | GS  | MPG  | FG%  | 3P%  | FT%  | RPG | APG | SPG | BPG | PPG  |
| ------- | ------------ | --- | --- | ---- | ---- | ---- | ---- | --- | --- | --- | --- | ---- |
| 2016–17 | New Orleans  | 57* | 37  | 20.4 | .393 | .369 | .879 | 2.9 | 1.4 | .3  | .1  | 8.6  |
| 2016–17 | Sacramento   | 25* | 18  | 29.1 | .480 | .428 | .814 | 4.1 | 1.8 | .8  | .1  | 15.1 |
| 2017–18 | Sacramento   | 80  | 13  | 25.3 | .446 | .431 | .877 | 3.8 | 1.9 | 1.1 | .3  | 13.5 |
| 2018–19 | Sacramento   | 82* | 82* | 31.9 | .458 | .427 | .886 | 5.0 | 2.5 | .7  | .4  | 20.7 |
| 2019–20 | Sacramento   | 72  | 44  | 30.8 | .429 | .394 | .846 | 4.6 | 3.0 | .9  | .2  | 19.2 |
| 2020–21 | Sacramento   | 71  | 71  | 34.3 | .406 | .391 | .846 | 4.7 | 3.6 | .9  | .4  | 16.6 |
| 2021–22 | Sacramento   | 55  | 6   | 28.6 | .382 | .368 | .870 | 4.0 | 1.9 | .9  | .3  | 14.4 |
| 2021–22 | Indiana      | 26  | 26  | 35.6 | .447 | .362 | .886 | 5.1 | 4.8 | .9  | .4  | 18.2 |
| 2022–23 | Indiana      | 80  | 73  | 31.0 | .458 | .425 | .822 | 5.0 | 2.8 | 1.2 | .3  | 16.8 |
| 2023–24 | Indiana      | 52* | 28  | 25.7 | .443 | .384 | .848 | 3.2 | 2.7 | .8  | .6  | 12.0 |
| 2023–24 | Philadelphia | 32* | 14  | 25.8 | .426 | .389 | .923 | 3.2 | 3.0 | .8  | .3  | 12.2 |
| Career  | Career       | 632 | 412 | 29.0 | .434 | .400 | .860 | 4.2 | 2.6 | .9  | .3  | 15.5 |

#### Розіграш
| Сезон  | Команда      | GP | GS | MPG  | FG%  | 3P%  | FT% | RPG | APG | SPG | BPG | PPG |
| ------ | ------------ | -- | -- | ---- | ---- | ---- | --- | --- | --- | --- | --- | --- |
| 2024   | Philadelphia | 1  | 0  | 18.0 | .375 | .200 | —   | 1.0 | 6.0 | .0  | .0  | 7.0 |
| Career | Career       | 1  | 0  | 18.0 | .375 | .200 | —   | 1.0 | 6.0 | .0  | .0  | 7.0 |

#### Плей-офф
| Сезон  | Команда      | GP | GS | MPG  | FG%  | 3P%  | FT%   | RPG | APG | SPG | BPG | PPG |
| ------ | ------------ | -- | -- | ---- | ---- | ---- | ----- | --- | --- | --- | --- | --- |
| 2024   | Philadelphia | 4  | 0  | 12.7 | .412 | .462 | 1.000 | 1.3 | .5  | .0  | .3  | 5.5 |
| Career | Career       | 4  | 0  | 12.7 | .412 | .462 | 1.000 | 1.3 | .5  | .0  | .3  | 5.5 |

### Коледж
| Сезон   | Команда  | GP  | GS  | MPG  | FG%  | 3P%  | FT%  | RPG | APG | SPG | BPG | PPG  |
| ------- | -------- | --- | --- | ---- | ---- | ---- | ---- | --- | --- | --- | --- | ---- |
| 2012–13 | Oklahoma | 27  | 13  | 25.1 | .388 | .238 | .833 | 4.2 | 1.9 | 1.2 | .3  | 7.8  |
| 2013–14 | Oklahoma | 33  | 33  | 32.1 | .445 | .386 | .750 | 4.4 | 1.9 | 1.4 | .2  | 16.5 |
| 2014–15 | Oklahoma | 35  | 35  | 32.4 | .412 | .359 | .823 | 5.4 | 1.9 | 1.3 | .2  | 17.4 |
| 2015–16 | Oklahoma | 37  | 37  | 35.4 | .501 | .457 | .880 | 5.7 | 2.0 | 1.1 | .5  | 25.0 |
| Career  | Career   | 132 | 118 | 31.7 | .448 | .390 | .836 | 5.0 | 1.9 | 1.3 | .3  | 17.4 |

## Кар'єра y збірній
З 1 по 7 серпня 2014 року Бадді Хілд відвідав місто Тепік у штаті Наяріт, Мексика, щоб представляти національну збірну Багамських островів на Centrobasket 2014 — регіональному чемпіонаті ФІБА з баскетболу для Центральної Америки та Карибського басейну. Тренером Хілда на турнірі був Ларрі Юстачі. Хілд демонстрував високі результати, набираючи в середньому 19,8 очка та 6,0 підбирань за гру.

## Особисте життя
У Бадді Хілда народилася перша дитина, дочка, у 2017 році.
Через кілька днів після удару урагану «Доріан» по Багамах Бадді Хілд пожертвував 105 000 доларів у фонд допомоги постраждалим і створив сторінку на GoFundMe, щоб зібрати додатковий мільйон доларів для підтримки сімей, які постраждали від стихії.